# Дюни Ярве
Дю́ни Я́рве, повна офіційна назва ландша́фтний запові́дник «Дю́ни Я́рве» (ест. Järve luidete maastikukaitseala) — ландшафтний заповідник, розташований на острові Сааремаа, що на заході Естонії. Створений як природний заповідник 19 травня 1959 року задля охорони дюн різних типів і рідкісних видів рослин; в сучасному статусі перебуває з 2005 року. Площа заповідної зони становить 95,5 га. Заповідник входить до європейської мережі природоохоронних територій Natura 2000.

## Географія
Дюни Ярве розташовані на заході Естонії, в повіті Сааремаа, в межах однойменній волості (до адміністративної реформи належали волостям Каарма і Сальме). Назва природоохоронного об'єкту походить від топоніма «ярве» (в перекладі «озерний»), яким у цій місцевості називають село й дюни, що лежать поблизу нього. Крім населеного пункту Ярве, ландшафтний заповідник межує з селами Тегумарді, Кескранна, Мяндьяла.

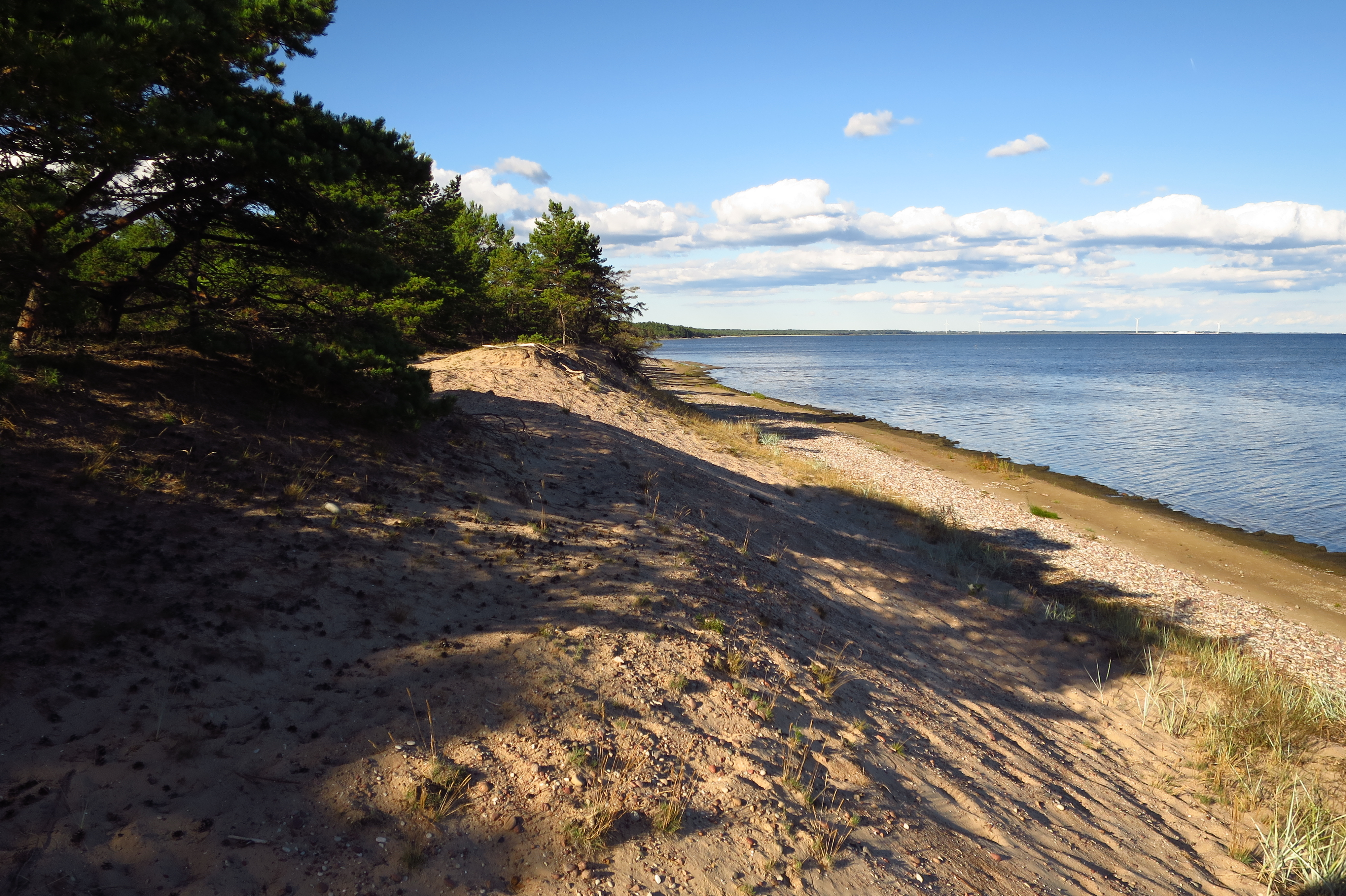
На цьому фото видно усі типи рослинності ландшафтного заповідника: в центрі — гола сіра дюна, на схилі праворуч — закріплені трав'яні піски, далі біля води — вузька пляжна смуга, ліворуч — фрагмент лісистих дюн, зайнятих сосняком.

Дюни Ярве лежать на узбережжі Балтійського моря, однак його акваторія до охоронної зони не входить. Попри невелику площу заповідника в ньому представлені всі типи піщаних пагорбів — цього типового для Західної Естонії ландшафту. Найближче до моря розташовані так звані білі дюни — смуга рухомих піщаних наносів, які невпинно перевіює вітер. Солоні бризки моря, постійний рух піщинок і відсутність тут ґрунтової вологи роблять білі дюни вкрай несприятливими для життя рослин. На них трапляються лише випадково пророслі особини найневибагливіших видів. Через брак трав'яного покрову білі дюни уникають комахи і птахи, однак як природний пляж дюни — важлива рекреаційна зона. Далі вглиб суходолу простягаються сірі дюни. Їхній колір обумовлений домішкою важчих ґрунтових частинок, такий субстрат стійкий до дії вітру. Сірі дюни слугують аванпостом, який освоюють рослини-піонери. Тут вже існують примітивні рослинні угруповання, однак трав'яний покрив поки що не зімкнутий. На тих ділянках, де він стає суцільним і однорідним, формуються трав'яні дюни. Тут можна побачити деяких дрібних птахів. На найвіддаленіших від моря ділянках формуються лісисті дюни, на яких зростають звичайні сосни. Ці дерева невибагливі до якості й вологості ґрунту, тому за сприятливих умов на дюнах з'являються сосняки. В них немає підліска і збіднений трав'яний покрив, однак ростуть специфічні види псамофітів (рослин-пісколюбів).
Загальна протяжність дюн Ярве становить близько 4 км. Пляжна смуга (білі дюни) здіймається над рівнем моря на висоту не більше ніж 2—3 м, сірі дюни мають середню відносну висоту 1,5 м, зрідка трапляються наноси заввишки до 5 м.

## Флора і фауна

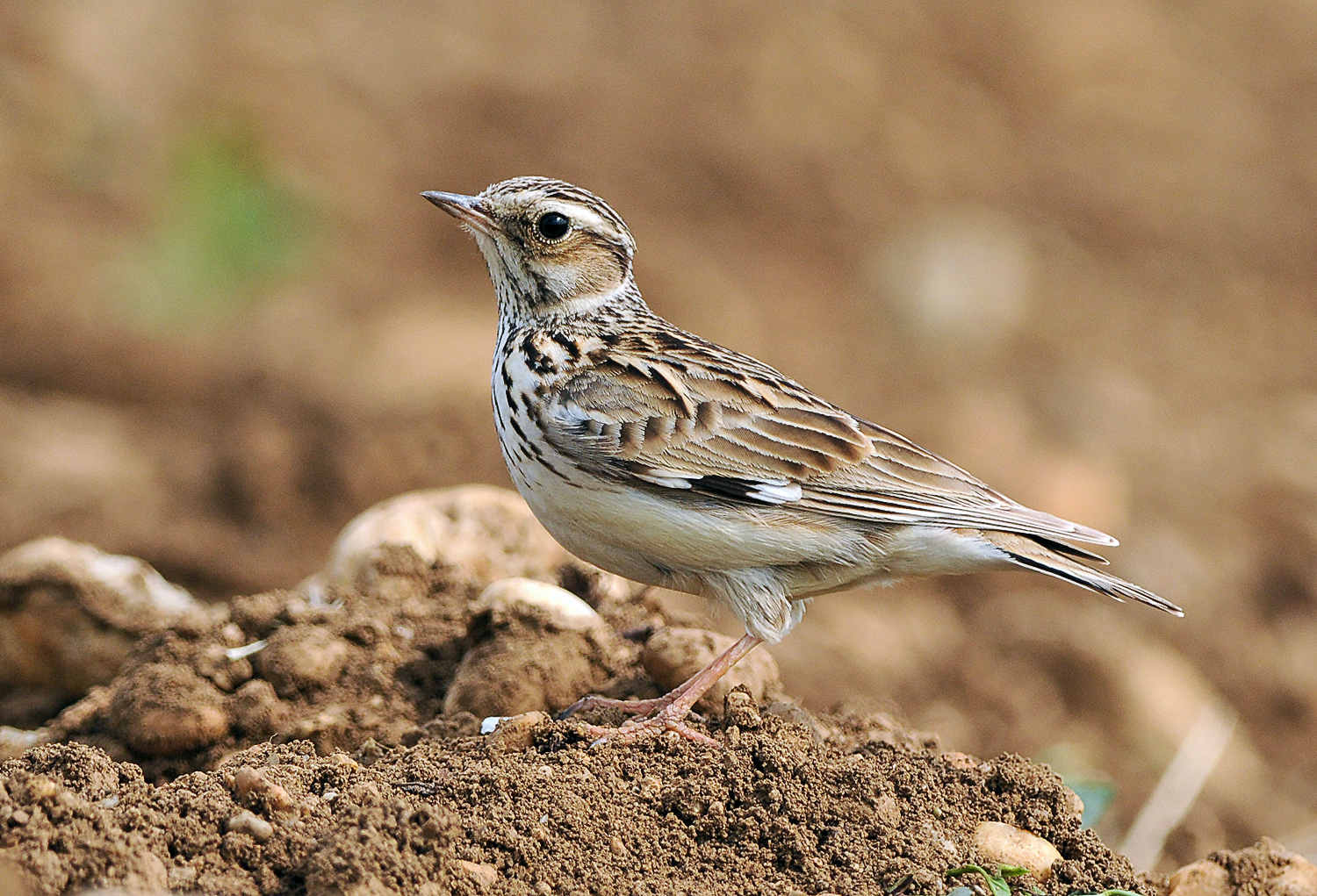
Жайворонок лісовий.

Хоча основною спеціалізацією заповідника «Дюни Ярве» є охорона ландшафтів, однак він відіграє важливу роль у збереженні природного середовища пісколюбних видів рослин. Оскільки піщані ґрунти загалом не надто поширені в Естонії, то серед псамофітів істотну частку становлять рідкісні й охоронювані види. У заповіднику ця група рослин представлена особливими підвидом бурачка гірського — бурачком Гмеліна (Alyssum montanum subsp. gmelinii) та гвоздикою пісковою номінативного підвиду (Dianthus arenarius subsp. arenarius). На дюнах Ярве найбільші популяції обох видів у межах Естонії.
Серед інших ботанічних раритетів слід зазначити мешканців лук вику горошкову, кремену повстисту і сон лучний, а також декілька лісових орхідей: зозулині сльози яйцелисті, коручку темно-червону, любки дволисту і зеленоцвіту, однобічник повзучий.
Фауна дюн Ярве, враховуючи невелику площу охоронюваної зони, відносно бідна і мало досліджена. Достеменно відомо, що з охоронюваних в Естонії пернатих тут спостерігали лише жайворонка лісового.
Рідкісні рослини на дюнах Ярве